# Octomeria edmundoi
Octomeria edmundoi là một loài thực vật có hoa trong họ Lan. Loài này được Brade mô tả khoa học đầu tiên năm 1943.